# Viviana Simon
Viviana Simon es una investigadora y médica microbióloga alemana. Profesora de Microbiología en la Icahn School of Medicine en el Monte Sinaí (ISMMS), es miembro del Instituto de Salud e Infecciones Emergentes (ISMMS). Con motivo de la Pandemia de enfermedad por coronavirus de 2019-2020 Simon desarrolló una prueba de anticuerpos que puede determinar la inmunidad para la COVID-19.

## Biografía
Simon completó su formación médica en el Hospital Vivantes Auguste Viktoria de Berlín. Obtuvo el doctorado por la Universidad de Rostock, donde investigó diversos herpesviridae mediante una reacción en cadena de la polimerasa. Simon comenzó su carrera en la Universidad Rockefeller de Estados Unidos.

## Trayectoria
Simon ha profundizado en la relación entre la morfología del VIH y en qué aspectos de la infección dificultan el tratamiento. Para ello, ha estudiado los modos de acción de los factores de restricción del VIH, así como el escape de los vectores lentivirales. Simon investiga en especial un grupo de genes que pueden restringir la replicación de virus exógenos y endógenos. APOBEC es una familia de citidina desaminasas (enzimas) que se expresan en células susceptibles al VIH-1, por lo que ha pretendido demostrar que APOBEC Complex 3G (C3G) es activo contra el VIH-1 y el VIH-2, así como contra el retrotransposón LTR y la hepatitis B. Simon ha demostrado que la proteína del factor de infectividad viral del VIH contrarresta la actividad antirretroviral de APOBEC3G al inducir su degradación por proteasoma. Simon también ha generado un modelo de interfaz de polipéptido catalítico de edición de ARNm de factor de infectividad viral (Vif) -APOlipoproteína B (APOBEC) del VIH / VIS. Sostiene que la restricción mediada por la citidina desaminasa de APOBEC causa la diversificación del VIH-1.
Junto a Florian Krammer, del Departamento de Microbiología de la Icahn School of Medicine en el Monte Sinaí, Simon creó una prueba de anticuerpos que pueden determinar la inmunidad para la COVID-19. La prueba se hace uso de un serológicas ELISA, que mide la presencia de anticuerpos del coronavirus en la sangre. La prueba puede decir si alguien ha tenido el coronavirus, lo que permite a los investigadores entender mejor qué parte de la población ha desarrollado la enfermedad. La prueba de anticuerpos también pueden apoyar a los profesionales médicos en la decisión personal de asumir la más arriesgada de las tareas (por ejemplo, intubar pacientes infectados), ya que puede identificar a los trabajadores de la salud que han estado expuestos si son inmunes.